# 청양 모덕사 최익현 초상
청양 모덕사 최익현 초상은 대한민국 충청남도 청양군 목면 모덕사에 있는 초상화이다. 이 작품의 화가는 물론 제작경위와 제작시기가 확실하고 회화성이 뛰어날 뿐 아니라 보존상태도 양호하며 현재 알려진 최익현의 관복본 초상화 중 제작시기가 가장 올라가는 사례이다. 2014년 9월 1일 충청남도의 유형문화재 제231호로 지정되었다.

## 개요
최익현(崔益鉉, 1833~1906)은 조선 말기의 대표적인 위정척사파 문인관료이자 우국지사이다. 본관은 경주, 자는 찬겸(贊謙), 호는 면암(勉庵)이며, 1855년(철종 6) 정시문과에 급제한 후 여러 관직을 지냈다. 1905년 을사늑약이 체결되자 의병을 일으켜 무장투쟁에 나섰으나 일본군에 체포되어 쓰시마에 유배되었고 옥중에서 단식투쟁을 하다가 순절하였다.
석지(石芝) 채용신(蔡龍臣, 1850~1941)은 19세기말~20세기 초반에 활동한 초상화가로 1886년(고종 23) 무과에 급제한 이후 칠곡군수, 부산진수군첨절제사, 정산군수 등을 지내며 20여 년간 관직생활을 하였다. 벼슬에서 물러난 후에는 낙향하여 전라도 일대에서 초상화가로 활동하며 여생을 보냈으며 특히 전문적으로 화기(畵技)를 닦은 화원(畵員) 신분이 아니었음에도 불구하고 1900년 <태조어진(太祖御眞)>을 모사할 화가로 발탁되어 역대 임금과 고종의 어진 제작에 참여하면서 화명(畵名)을 날렸다. 그는 전통 초상화법을 계승하는 한편 사진을 이용하고 전문공방을 운영하는 등 근대 화단의 변화에 능동적으로 대처했으며, 현재 1백여 점의 작품이 전해지고 있다.
채용신은 1904년 가을, 군수로 부임한 충남 정산(定山, 현재 청양)에서 최익현을 만난 이후 국립중앙박물관 소장 <최익현 초상(毛冠本)>을 비롯해 다수의 ‘최익현 초상화’를 제작하거나 이모(移摹)하였다. 청양의 모덕사(慕德祠) <최익현 초상>도 그 중 하나로 그가 1909년에 이모한 작품으로 모덕사본과 도상(圖像)이 같은 작품으로 경기도 포천 채산사본 및 개인 소장본이 알려져 있으나 두 점 모두 1923년에 이모한 것이다.
모덕사의 <최익현 초상>은 오사모(烏紗帽)와 단령(團領)을 갖춰 입고 표피(豹皮)를 깐 의자에 앉아 있는 전형적인 정장관복본(正裝官服本) 전신좌상(全身坐像)이며 우측 상부 여백에 “조선국 면암 최익현 선생의 73세 초상(有名朝鮮國勉庵崔先生七十三歲像)”라는 묵서와 족자 뒷면에 “기유년(1909년) 음력 10월 상순에 전 정산군수 채용신이 이모하다(己酉陽月上澣前定山郡守蔡龍臣移摹)”라는 묵서가 있다. 그 내용은 채용신이 1905년 최익현 생존 당시에 제작했던 초상화를 모본(母本)으로 삼아 그의 사후(死後), 1909년에 이모했음을 알 수 있다.
최익현은 품이 넉넉한 단령을 입은 채 공수(拱手)자세로 정면을 응시하고 있으며 높이가 낮고 양 뿔의 길이가 짧은 사모의 형태, 고종 연간에 개정된 당상문관용 쌍학흉배의 문양 등에 당대의 복식 규정이 반영되어 있다.
정2품용 삽금대(鈒金帶)를 가슴 위로 올려 착용했고, 왼쪽다리 위로 호패가 늘어져 있다. 호패에는 붉은 글씨로 “癸巳生/ 乙卯文科”, 즉 출생연도와 과거에 급제한 해가 밝혀져 있다. 목화(木靴)를 신은 양 발은 자연스러운 ‘팔(八)’자 모양으로 바닥의 화문석 위에 놓여 있다.
채용신은 전통 초상화법의 장점을 살려 안면묘사에 특별히 공을 기울였으며 갈색 선으로 얼굴의 윤곽을 잡긴 했으나 선묘(線描)를 최소화했고, 갈색조 피부도 농담의 변화를 살려 굴곡과 주름살을 나타냈다.
이마와 코, 볼, 턱 등 볼록한 부분은 연하게 처리하고 눈꺼풀이나 콧방울 좌우처럼 오목한 부분은 보다 짙게 음영을 주고 있으며 또한 세필(細筆)로 반복적인 붓질을 가해 육리문(肉理紋)을 표현함으로써 피부감을 극대화하였다. 쌍꺼풀이 진한 양 눈은 검은 묵선과 붉은 선을 그어 상하 윤곽을 그리고, 눈동자는 갈색과 검은 색으로 색조에 변화를 주어 발광체의 느낌이 나도록 했으며 입술은 진한 적갈색 윤곽선 안에 보다 연한 적갈색을 펴 발라 표현했는데, 윗입술이 매우 얇다. 이마와 미간, 눈 주변, 양볼, 턱 부분 등에 표현된 주름살, 백발에 가까운 머리카락과 수염, 검버섯 자국 등에 의해 칠순을 넘긴 최익현의 모습이 실감나게 전해지도록 하였다.
얼굴에 비해 관복이나 의자의 표피, 돗자리 등의 세부묘사는 상대적으로 거친 편이나 선묘에 의존하지 않고 음영표현을 통해 옷 주름과 관모, 신발 등을 입체감 있게 묘사하였다. 전체적으로 평생 기개를 굽히지 않았던 구한말의 유학자이자 충신다운 최익현의 풍모가 훌륭하게 형상화하였다.
청양 모덕사 최익현초상은 1909년 채용신이 이모한 작품으로 채용신은 전통화법과 새로운 외래양식을 결합해 독창적인 초상화법을 개척한 화가로 잘 알려져 있다. 비록 이모작이지만, 애초에 주인공을 직접 대면하고 그린 원본의 화가 역시 채용신이었던 만큼 최익현의 외양과 풍모를 적실(的實)하게 재현한 완성도 높은 작품이다.

## 같이 보기
- 최익현
- 모덕사 - 충청남도의 문화재자료 제152호
- 채용신

## 참고 자료
- 청양 모덕사 최익현 초상 - 국가유산청 국가유산포털